# Sar Dūrān
Sar Dūrān (persiska: سَر دوران, سَودَرون, سَر دَرون, سردوران) är en ort i Iran.   Den ligger i provinsen Hamadan, i den nordvästra delen av landet, 300 km sydväst om huvudstaden Teheran. Sar Dūrān ligger 1 547 meter över havet och antalet invånare är 349.
Terrängen runt Sar Dūrān är kuperad söderut, men norrut är den platt.Runt Sar Dūrān är det ganska tätbefolkat, med 124 invånare per kvadratkilometer. Närmaste större samhälle är Nahāvand, 10,2 km öster om Sar Dūrān. Trakten runt Sar Dūrān består till största delen av jordbruksmark.